# Сначичі
Родина Сначичів, яку іноді називають Свачич і Свадчич, була одним із дванадцяти знатних родин Хорватії, згаданих у Pacta conventa та Супетарському картулярії. Серед найстаріших відомих членів родини Петар Свачич, який, ймовірно, був останнім хорватським королем хорватського походження.

## Історія
Найдавнішим відомим предком роду є жупан Юрай Сначич, один із дванадцяти шляхтичів, згаданих у Pacta conventa (1102). За додатком до Супетарського картулярію, баном у Хорватському королівстві під час правління хорватського короля Деметрія Звонимира був Петар Сначич, який часто є родичем останнього хорватського короля Петара Свачича.
Відомостей про родину мало. У 1343 році був записаний якийсь Гойслав, син людини на ім'я Prodi de Saucichorum у Кліській жупанії. Деякі історики також припускають, що шляхтич Домальд із Сідраги (бл. 1160—1243) був членом роду, але це неможливо достовірно підтвердити.

## Гілка Неліпичів

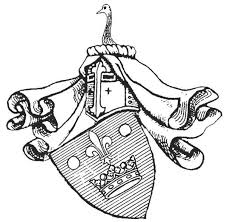
Герб родини Неліпичів

Членом племені в першій половині XIV століття був Неліпак (generationis Suadcich), голова роду Неліпичів з Цетини, який є кадетською гілкою роду Сначич.
Цілком імовірно, рід Сначичів вимер за батьківською лінією після смерті бана Івана III Неліпича в 1435 році, а їхню спадщину король Сигізмунд передав Матку та Петру Таловцям.

### Відомі члени
- Іван Неліпич
- Іван II Неліпич
- Іван III Неліпич
- Єлена Неліпич — королева Боснії